# Galatasaray Istanbul/Saison 1970/71
Die Saison 1970/71 von Galatasaray Istanbul war die 63. Saison in der Vereinsgeschichte und die 13. Saison in der türkischen Liga, der 1. Lig. Der Klub beendete die Saison auf dem 1. Platz und wurde zum vierten Mal türkischer Meister. In der Türkiye Kupası schied Galatasaray wie in der Vorsaison im Viertelfinale aus.

## Personalien

### Kader
| Nat.       | Name               | Geburtsdatum  | im Verein seit | vorheriger Verein     |
| Torhüter   | Torhüter           | Torhüter      | Torhüter       | Torhüter              |
| ---------- | ------------------ | ------------- | -------------- | --------------------- |
| Turkei     | Nihat Akbay        | 1. Jan. 1945  | 1968           | Beykozspor            |
| Turkei     | Yasin Özdenak      | 11. Okt. 1948 | 1967           | Istanbulspor          |
| Abwehr     |                    |               |                |                       |
| Turkei     | Ergün Acuner       | 18. Juni 1941 | 1964           | Izmirspor             |
| Turkei     | Ekrem Günalp       | 1. Jan. 1947  | 1969           | Gençlerbirliği Ankara |
| Turkei     | Muzaffer Sipahi    | 1. Jan. 1941  | 1968           | Ankara Demirspor      |
| Turkei     | Tuncay Temeller    | 1. Jan. 1948  | 1970           | PTT                   |
| Turkei     | Samim Yağız        | 15. Apr. 1950 | 1969           | eigene Jugend         |
| Mittelfeld |                    |               |                |                       |
| Turkei     | Ahmet Akkuş        | 1. Jan. 1944  | 1970           | Kütahyaspor           |
| Turkei     | Aydın Güleş        | 1. Jan. 1944  | 1970           | PTT                   |
| Turkei     | Mehmet Oğuz        | 3. Mai 1949   | 1967           | Kadırga SK            |
| Turkei     | Talat Özkarslı     | 21. Sep. 1940 | 1961           | Göztepe Izmir         |
| Turkei     | Bülent Ünder       | 16. Apr. 1949 | 1969           | eigene Jugend         |
| Turkei     | Savaş Yarbay       | 1. Jan. 1946  | 1970           | Aydınspor             |
| Angriff    |                    |               |                |                       |
| Turkei     | Olcay Başarır      | 1. Jan. 1949  | 1969           | Mersin İdman Yurdu    |
| Turkei     | Ayhan Elmastaşoğlu | 23. Aug. 1941 | 1960           | Altay Izmir           |
| Turkei     | Cengiz Erkazan     | 1. Jan. 1946  | 1970           | Şekerspor             |
| Turkei     | Avram Kalpin       | 1. Jan. 1941  | 1970           | n. a.                 |
| Turkei     | Uğur Köken         | 28. Nov. 1937 | 1959           | eigene Jugend         |
| Turkei     | Metin Kurt         | 15. März 1948 | 1970           | PTT                   |
| Turkei     | Gökmen Özdenak     | 22. Juni 1947 | 1967           | Istanbulspor          |
| Turkei     | Suphi Soylu        | 1. Jan. 1949  | 1970           | Sarıyer SK            |

#### Transfers
| Zugänge | Abgänge |
| --- | --- |
| - Ahmet Akkuş (Kütahyaspor) - Cengiz Erkazan (Şekerspor) - Aydın Güleş (PTT) - Avram Kalpin (n. a.) - Metin Kurt (PTT) - Suphi Soylu (Sarıyer SK) - Tuncay Temeller (PTT) - Savaş Yarbay (Aydınspor) | - Akın Aksaçlı (Mersin İdman Yurdu) - Ahmet Celović (Samsunspor) - Turan Doğangün (Şekerspor) - Ali Elveren (Samsunspor) - İlker Erbay (n. a.) - Mazlum Fırtına (Giresunspor) - Yılmaz Gökdel (Karriere beendet) - Muhlis Gülen (Mersin İdman Yurdu) - Harun Kaya (Adanaspor) - Bilgin Nesil (Aydınspor) - Hidayet Öztekin (n. a.) - Feridun Öztürk (Gençlerbirliği Ankara) - Faruk Uçarlar (n. a.) - Varol Ürkmez (Manisaspor) |

## Spielkleidung
| Heim | Auswärts | Ausweich |

## Saison
Alle Ergebnisse aus Sicht von Galatasaray Istanbul.
Die Tabelle listet alle 1.-Lig-Spiele des Vereins der Saison 1970/71 auf. Siege sind grün, Unentschieden gelb und Niederlagen rot markiert.

### 1. Lig
| ST | Datum              | Gegner              | Ort                             | Ergebnis  | Tor(e) für Galatasaray Istanbul                                                                                             | Karte(n) für Galatasaray Istanbul |
| -- | ------------------ | ------------------- | ------------------------------- | --------- | --- | --------------------------------- |
| 01 | 20. September 1970 | Bursaspor           | Atatürk Stadı, Bursa            | 0:1 (0:1) | keine | keine                             |
| 02 | 26. September 1970 | Vefa Istanbul       | Ali Sami Yen Stadyumu, Istanbul | 2:0 (1:0) | 1:0 Acuner (5. Elfmeter), 2:0 Özdenak (47.)                                                                                 | keine                             |
| 03 | 4. Oktober 1970    | Altay Izmir         | Ali Sami Yen Stadyumu, Istanbul | 2:0 (0:0) | 1:0 Erkazan (61.), 2:0 Akkuş (85.)                                                                                          | keine                             |
| 04 | 11. Oktober 1970   | Istanbulspor        | Ali Sami Yen Stadyumu, Istanbul | 2:1 (1:1) | 1:1 Akkuş (27.), 2:1 Köken (89.)                                                                                            | keine                             |
| 05 | 24. Oktober 1970   | Beşiktaş Istanbul   | Mithatpaşa Stadı, Istanbul      | 1:1 (1:0) | 1:0 Soylu (18.) | keine                             |
| 06 | 1. November 1970   | Ankara Demirspor    | 19 Mayıs Stadı, Ankara          | 5:1 (3:1) | 1:1 Özdenak (14.), 2:1 Köken (23.), 3:1 Acuner (35.), 4:1 Özdenak (69.), 5:1 Özdenak (78.)                                  | keine                             |
| 07 | 8. November 1970   | Karşıyaka SK        | Ali Sami Yen Stadyumu, Istanbul | 0:0       | keine | keine                             |
| 08 | 15. November 1970  | Mersin İdman Yurdu  | Tevfik Sırrı Gür Stadı, Mersin  | 0:2 (0:0) | keine | Temeller (80.)                    |
| 09 | 21. November 1970  | Eskişehirspor       | Ali Sami Yen Stadyumu, Istanbul | 0:0       | keine | keine                             |
| 10 | 29. November 1970  | Fenerbahçe Istanbul | Ali Sami Yen Stadyumu, Istanbul | 1:1 (0:1) | 1:1 Başarır (55.) | keine                             |
| 11 | 6. Dezember 1970   | Göztepe Izmir       | Alsancak Stadı, Izmir           | 1:1 (0:0) | 1:1 Başarır (75.) | keine                             |
| 12 | 20. Dezember 1970  | MKE Ankaragücü      | 19 Mayıs Stadı, Ankara          | 1:0 (0:0) | 1:0 Kurt (58.) | keine                             |
| 13 | 26. Dezember 1970  | Samsunspor          | Ali Sami Yen Stadyumu, Istanbul | 1:0 (0:0) | 1:0 Başarır (77.) | keine                             |
| 14 | 3. Januar 1971     | Boluspor            | Şehir Stadı, Bolu               | 2:1 (2:0) | 1:0 Kurt (17.), 2:0 Kurt (40.)                                                                                              | keine                             |
| 15 | 9. Januar 1971     | PTT                 | Ali Sami Yen Stadyumu, Istanbul | 7:1 (5:0) | 1:0 Kurt (21.), 2:0 Acuner (23.), 3:0 Acuner (25.), 4:0 Acuner (36.), 5:0 Güleş (41.), 6:1 Başarır (83.), 7:1 Özdenak (86.) | keine                             |
| 16 | 14. Februar 1971   | Bursaspor           | Ali Sami Yen Stadyumu, Istanbul | 2:0 (1:0) | 1:0 Kurt (37.), 2:0 Günalp (49.)                                                                                            | keine                             |
| 17 | 21. Februar 1971   | Vefa Istanbul       | Ali Sami Yen Stadyumu, Istanbul | 2:0 (2:0) | 1:0 Özdenak (9.), 2:0 Acuner (45.)                                                                                          | keine                             |
| 18 | 28. Februar 1971   | Altay Izmir         | Alsancak Stadı, Izmir           | 1:0 (1:0) | 1:0 Özdenak (7.) | keine                             |
| 19 | 6. März 1971       | Istanbulspor        | Ali Sami Yen Stadyumu, Istanbul | 0:3 (0:1) | keine | Acuner (39.)                      |
| 20 | 14. März 1971      | Beşiktaş Istanbul   | Ali Sami Yen Stadyumu, Istanbul | 1:1 (1:0) | 1:0 Oğuz (7.) | keine                             |
| 21 | 20. März 1971      | Ankara Demirspor    | Ali Sami Yen Stadyumu, Istanbul | 1:0 (1:0) | 1:0 Kurt (10.) | keine                             |
| 22 | 28. März 1971      | Karşıyaka SK        | Alsancak Stadı, Izmir           | 0:0       | keine | keine                             |
| 23 | 4. April 1971      | Mersin İdman Yurdu  | Ali Sami Yen Stadyumu, Istanbul | 2:0 (1:0) | 1:0 Oğuz (17.), 2:0 Güleş (51.)                                                                                             | keine                             |
| 24 | 11. April 1971     | Eskişehirspor       | Atatürk Stadı, Eskişehir        | 3:0 1     | 1:0 Temeller (47. Elfmeter)                                                                                                 | keine                             |
| 25 | 2. Mai 1971        | Fenerbahçe Istanbul | Mithatpaşa Stadı, Istanbul      | 1:2 (0:0) | 1:0 Kurt (49.) | keine                             |
| 26 | 9. Mai 1971        | Göztepe Izmir       | Ali Sami Yen Stadyumu, Istanbul | 3:0 (1:0) | 1:0 Özdenak (9.), 2:0 Kurt (47.), 3:0 Özdenak (87.)                                                                         | keine                             |
| 27 | 15. Mai 1971       | MKE Ankaragücü      | Ali Sami Yen Stadyumu, Istanbul | 0:1 (0:1) | keine | keine                             |
| 28 | 23. Mai 1971       | Samsunspor          | Şehir Stadı, Samsun             | 0:0       | keine | keine                             |
| 29 | 30. Mai 1971       | Boluspor            | Mithatpaşa Stadı, Istanbul      | 3:0 (0:0) | 1:0 Acuner (60.), 2:0 Akkuş (62.), 3:0 Özdenak (85.)                                                                        | keine                             |
| 30 | 6. Juni 1971       | PTT                 | 19 Mayıs Stadı, Ankara          | 7:1 (6:0) | 1:0 Kurt (12.), 2:0 Akkuş (14.), 3:0 Akkuş (15.), 4:0 Acuner (22.), 5:0 Oğuz (27.), 6:0 Akkuş (29.), 7:0 Kurt (84.)         | keine                             |

### Türkiye Kupası
| Runde        | Datum            | Gegner          | Ort                             | Ergebnis  | Tor(e) für Galatasaray Istanbul                                       | Karte(n) für Galatasaray Istanbul |
| ------------ | ---------------- | --------------- | ------------------------------- | --------- | --------------------------------------------------------------------- | --------------------------------- |
| 2R-Hinspiel  | 17. Januar 1971  | Sivas Demirspor | 4 Eylül Stadı, Sivas            | 4:0 (2:0) | 1:0 Acuner (37.), 2:0 Kurt (43.), 3:0 Özdenak (69.), 4:0 Acuner (86.) | keine                             |
| 2R-Rückspiel | 23. Januar 1971  | Sivas Demirspor | Ali Sami Yen Stadyumu, Istanbul | 4:1 (2:0) | 1:0 Özdenak (6.), 2:0 Özdenak (44.), 3:0 Kurt (47.), 4:0 Soylu (89.)  | keine                             |
| VF-Hinspiel  | 24. Februar 1971 | Eskişehirspor   | Atatürk Stadı, Eskişehir        | 0:1 (0:1) | keine                                                                 | keine                             |
| VF-Rückspiel | 10. März 1971    | Eskişehirspor   | Ali Sami Yen Stadyumu, Istanbul | 0:0       | keine                                                                 | keine                             |

### Cumhurbaşkanlığı Kupası
| Galatasaray Istanbul (Meister)                        | Galatasaray Istanbul (Meister) | Eskişehirspor (Pokalsieger) | Eskişehirspor (Pokalsieger) |
| ----------------------------------------------------- | --- | --- | --------------------------- |
| Galatasaray Istanbul (Meister)                        | \| 30. Juni 1971 um 20:00 Uhr in Ankara (19 Mayıs Stadı) \| \| Ergebnis: 2:3 (1:0) \| \| Schiedsrichter: Doğan Babacan \| \| Spielbericht \|                                                                 | \| 30. Juni 1971 um 20:00 Uhr in Ankara (19 Mayıs Stadı) \| \| Ergebnis: 2:3 (1:0) \| \| Schiedsrichter: Doğan Babacan \| \| Spielbericht \|                                                                                    | Eskişehirspor (Pokalsieger) |
| Galatasaray Istanbul (Meister)                        | Yasin Özdenak – Ergün Acuner (46. Suphi Soylu), Muzaffer Sipahi, Ekrem Günalp, Tuncay Temeller – Aydın Güleş, Mehmet Oğuz, Ahmet Akkuş – Metin Kurt, Gökmen Özdenak, Olcay Başarır Cheftrainer: Coşkun Özarı | Mümin Özkasap – İlhan Çolak, İsmail Arca, Kamuran Yavuz, Süreyya Özkefe – Abdurrahman Temel, Fethi Heper, Halil Güngördü – Ender Konca, Burhan İpek, Vahap Özbayer (46. Burhan Tözer) Cheftrainer: Abdulah Gegić ( Jugoslawien) | Eskişehirspor (Pokalsieger) |
| Galatasaray Istanbul (Meister)                        | 1:0 Metin Kurt (4.) 2:2 Gökmen Özdenak (87.) | 1:1 Fethi Heper (51.) 1:2 Ender Konca (64.) 2:3 Fethi Heper (89.) | Eskişehirspor (Pokalsieger) |
| 30. Juni 1971 um 20:00 Uhr in Ankara (19 Mayıs Stadı) | | |                             |
| Ergebnis: 2:3 (1:0)                                   | | |                             |
| Schiedsrichter: Doğan Babacan                         | | |                             |
| Spielbericht                                          | | |                             |

### TSYD Kupası
| Datum           | Gegner              | Ort                        | Ergebnis  | Tor(e) für Galatasaray Istanbul                   | Karte(n) für Galatasaray Istanbul |
| --------------- | ------------------- | -------------------------- | --------- | ------------------------------------------------- | --------------------------------- |
| 23. August 1970 | Beşiktaş Istanbul   | Mithatpaşa Stadı, Istanbul | 1:1 (1:0) | 1:0 Özdenak (42.)                                 | keine                             |
| 26. August 1970 | Fenerbahçe Istanbul | Mithatpaşa Stadı, Istanbul | 3:0 (1:0) | 1:0 Soylu (42.), 2:0 Yarbay (54.), 3:0 Kurt (60.) | keine                             |

## Statistiken

### Teamstatistik
| Wettbewerb     | Punkte | daheim | daheim | daheim | daheim | daheim | auswärts | auswärts | auswärts | auswärts | auswärts | Gesamt | Gesamt | Gesamt | Gesamt | Gesamt | Tordifferenz |
| Wettbewerb     | Punkte | Sp     | G      | U      | N      | TV     | Sp       | G        | U        | N        | TV       | Sp     | G      | U      | N      | TV     | Tordifferenz |
| -------------- | ------ | ------ | ------ | ------ | ------ | ------ | -------- | -------- | -------- | -------- | -------- | ------ | ------ | ------ | ------ | ------ | ------------ |
| 1. Lig         | 42:18  | 15     | 10     | 4      | 1      | 27:5   | 15       | 7        | 4        | 4        | 24:13    | 30     | 17     | 8      | 5      | 51:18  | +33          |
| Türkiye Kupası | –      | 2      | 1      | 0      | 1      | 4:1    | 2        | 1        | 1        | 0        | 4:1      | 4      | 2      | 1      | 1      | 8:2    | +6           |
| Gesamt         | 42:18  | 17     | 11     | 4      | 2      | 31:6   | 17       | 8        | 5        | 4        | 28:14    | 34     | 19     | 9      | 6      | 59:20  | +39          |

### Saisonverlauf
| Spieltag | 1  | 2 | 3 | 4 | 5 | 6 | 7 | 8 | 9 | 10 | 11 | 12 | 13 | 14 | 15 | 16 | 17 | 18 | 19 | 20 | 21 | 22 | 23 | 24 | 25 | 26 | 27 | 28 | 29 | 30 |
| -------- | -- | - | - | - | - | - | - | - | - | -- | -- | -- | -- | -- | -- | -- | -- | -- | -- | -- | -- | -- | -- | -- | -- | -- | -- | -- | -- | -- |
| Spielort | A  | H | H | H | A | A | H | A | H | H  | A  | A  | H  | A  | H  | H  | A  | A  | A  | H  | H  | A  | H  | A  | A  | H  | H  | A  | H  | A  |
| Resultat | V  | S | S | S | U | S | U | V | U | U  | U  | S  | S  | S  | S  | S  | S  | S  | V  | U  | S  | U  | S  | S  | V  | S  | V  | U  | S  | S  |
| Platz    | 11 | 7 | 4 | 2 | 3 | 1 | 2 | 2 | 3 | 2  | 3  | 3  | 2  | 1  | 1  | 1  | 1  | 1  | 1  | 1  | 1  | 1  | 1  | 1  | 1  | 1  | 1  | 1  | 1  | 1  |

Quelle: https://www.weltfussball.de/spielplan/tur-sueperlig-1970-1971
Legende: Spielort: H = Heim; A = Auswärts. Resultat: S = Sieg; U = Unentschieden; N = Niederlage

### Spielerstatistiken
| Spieler            | 1. Lig   | 1. Lig | 1. Lig      | 1. Lig     | Türkiye Kupası/TSYD Kupası | Türkiye Kupası/TSYD Kupası | Türkiye Kupası/TSYD Kupası | Türkiye Kupası/TSYD Kupası | Cumhurbaşkanlığı Kupası | Cumhurbaşkanlığı Kupası | Cumhurbaşkanlığı Kupası | Cumhurbaşkanlığı Kupası | Total    | Total | Total       | Total      |
| Spieler            | Einsätze | Tore   | Gelbe Karte | Rote Karte | Einsätze                   | Tore                       | Gelbe Karte                | Rote Karte                 | Einsätze                | Tore                    | Gelbe Karte             | Rote Karte              | Einsätze | Tore  | Gelbe Karte | Rote Karte |
| ------------------ | -------- | ------ | ----------- | ---------- | -------------------------- | -------------------------- | -------------------------- | -------------------------- | ----------------------- | ----------------------- | ----------------------- | ----------------------- | -------- | ----- | ----------- | ---------- |
| Ergün Acuner       | 26       | 8      | 0           | 1          | 4                          | 2                          | 0                          | 0                          | 1                       | 0                       | 0                       | 0                       | 31       | 10    | 0           | 1          |
| Nihat Akbay        | 4        | 0      | 0           | 0          | 3                          | 0                          | 0                          | 0                          | 0                       | 0                       | 0                       | 0                       | 7        | 0     | 0           | 0          |
| Ahmet Akkuş        | 23       | 6      | 0           | 0          | 4                          | 0                          | 0                          | 0                          | 1                       | 0                       | 0                       | 0                       | 28       | 6     | 0           | 0          |
| Olcay Başarır      | 24       | 4      | 0           | 0          | 3                          | 0                          | 0                          | 0                          | 1                       | 0                       | 0                       | 0                       | 28       | 4     | 0           | 0          |
| Ayhan Elmastaşoğlu | 6        | 0      | 0           | 0          | 3                          | 0                          | 0                          | 0                          | 0                       | 0                       | 0                       | 0                       | 9        | 0     | 0           | 0          |
| Cengiz Erkazan     | 5        | 1      | 0           | 0          | 1                          | 0                          | 0                          | 0                          | 0                       | 0                       | 0                       | 0                       | 6        | 1     | 0           | 0          |
| Aydın Güleş        | 27       | 2      | 0           | 0          | 6                          | 0                          | 0                          | 0                          | 1                       | 0                       | 0                       | 0                       | 34       | 2     | 0           | 0          |
| Ekrem Günalp       | 30       | 1      | 0           | 0          | 5                          | 0                          | 0                          | 0                          | 1                       | 0                       | 0                       | 0                       | 36       | 1     | 0           | 0          |
| Avram Kalpin       | 1        | 0      | 0           | 0          | 0                          | 0                          | 0                          | 0                          | 0                       | 0                       | 0                       | 0                       | 1        | 0     | 0           | 0          |
| Uğur Köken         | 29       | 2      | 0           | 0          | 5                          | 0                          | 0                          | 0                          | 0                       | 0                       | 0                       | 0                       | 34       | 2     | 0           | 0          |
| Metin Kurt         | 24       | 10     | 0           | 0          | 6                          | 3                          | 0                          | 0                          | 1                       | 1                       | 0                       | 0                       | 31       | 14    | 0           | 0          |
| Mehmet Oğuz        | 12       | 3      | 0           | 0          | 2                          | 0                          | 0                          | 0                          | 1                       | 0                       | 0                       | 0                       | 15       | 3     | 0           | 0          |
| Gökmen Özdenak     | 26       | 10     | 0           | 0          | 6                          | 4                          | 0                          | 0                          | 1                       | 1                       | 0                       | 0                       | 33       | 15    | 0           | 0          |
| Yasin Özdenak      | 27       | 0      | 0           | 0          | 3                          | 0                          | 0                          | 0                          | 1                       | 0                       | 0                       | 0                       | 31       | 0     | 0           | 0          |
| Talat Özkarslı     | 3        | 0      | 0           | 0          | 1                          | 0                          | 0                          | 0                          | 0                       | 0                       | 0                       | 0                       | 4        | 0     | 0           | 0          |
| Muzaffer Sipahi    | 30       | 0      | 0           | 0          | 5                          | 0                          | 0                          | 0                          | 1                       | 0                       | 0                       | 0                       | 36       | 0     | 0           | 0          |
| Suphi Soylu        | 21       | 1      | 0           | 0          | 4                          | 2                          | 0                          | 0                          | 1                       | 0                       | 0                       | 0                       | 26       | 3     | 0           | 0          |
| Tuncay Temeller    | 27       | 1      | 0           | 1          | 5                          | 0                          | 0                          | 0                          | 1                       | 0                       | 0                       | 0                       | 33       | 1     | 0           | 1          |
| Bülent Ünder       | 2        | 0      | 0           | 0          | 0                          | 0                          | 0                          | 0                          | 1                       | 0                       | 0                       | 0                       | 3        | 0     | 0           | 0          |
| Samim Yağız        | 5        | 0      | 0           | 0          | 2                          | 0                          | 0                          | 0                          | 0                       | 0                       | 0                       | 0                       | 7        | 0     | 0           | 0          |
| Savaş Yarbay       | 12       | 0      | 0           | 0          | 3                          | 1                          | 0                          | 0                          | 0                       | 0                       | 0                       | 0                       | 15       | 1     | 0           | 0          |